# Toby Wright
Toby Wright – amerykański producent muzyczny, oraz inżynier dźwięku, mający na swoim koncie współpracę z takimi wykonawcami jak Alice in Chains, Metallica, Sevendust oraz Korn.

## Producent
Źródło:
- Jar of Flies - Alice in Chains
- Alice in Chains - Alice in Chains
- Follow the Leader - Korn
- Rhinoplasty - Primus
- Home - Sevendust
- Divine Intervention - Slayer
- Ścieżka dźwiękowa do filmu The Apocalypse - Slayer
- Tantric - Tantric
- After We Go - Tantric
- The End Begins - Tantric
- Carnival of Souls - Kiss
- Boggy Depot - Jerry Cantrell
- Primitive - Soulfly
- Prince of Darkness - Ozzy Osbourne
- Muttasaurusmeg Fossil Fuelin - Fishbone
- We Rule the Night - Sonic Syndicate
- Horror Vacui- Linea 77
- 10 - Linea 77
- Transgression - Fear Factory
- Welcome - Taproot
- Blue Sky Research - Taproot
- Terra Incognita - Chris Whitley
- Long Way Around - Chris Whitley
- Foma - The Nixons
- The Nixons - The Nixons
- Grade 8 - Grade 8
- Beginnings - Memento
- In Moderation - 8stops7
- Lost Angel - 3rd Strike
- Gilrock Ranch - Brad Gillis
- Hanging On by a Thread - The Letter Black
- The End Begins - Tantric
- Villebillies - Villebillies

## Miksowanie
Źródło:
- In Flames - A Sense of Purpose
- Stone Sour - self titled
- Third Eye Blind - Blue
- Primus - Antipop
- 3 Doors Down - The Better Life
- Corrosion of Conformity - Deliverance
- Depswa - Distorted American Dream
- Tarja Turnen - The Seer" & "Enough
- The Parlor Mob - Radio mixes
- Six Feet Under - Death Rituals
- Mushroomhead - XX
- Rehab - Southern Discomfort
- 3 - The End Has Begun
- Oysterhead - Grand Pecking Order
- Trey Anastasio - self titled
- GZR - Ohmwork
- Switched - Subject To Change
- Chris Whitley - Din of Ecstasy
- 40 Below Summer - Invitation to the Dance
- Boyhitscar - self titled
- Craving Theo - self titled
- Machine Head - From This Day
- Brown Brigade - Into the Mouth of Badd(d)ness
- Meldrum - Blowin' up the Machine